# 井上慎介
井上 慎介（いのうえ  しんすけ）は、映像監督・カメラマン・全米NLP協会認定トレーナー。
元妻は元女優、坂上亜樹。

## 書籍
- 『ストレスや不安に打ち勝つ最強のメンタルをつくる 脳の取扱説明書』を、2020/11/11に、エムディエヌコーポレーションより発売。

## プロデュース
首都高速トライアルシリーズ

## 監督
スピリッツオブ首都高速トライアル